# فريزير ريشاردسون
فريزير ريشاردسون (بالإنجليزية: Frazer Richardson)‏ (29 أكتوبر 1982 في المملكة المتحدة - ) هو لاعب كرة قدم بريطاني في مركز الدفاع. لعب مع إيبسويتش تاون وتشارلتون أثلتيك وستوك سيتي وليدز يونايتد ونادي روذرهام يونايتد ونادي ساوثهامبتون ونادي ميدلزبره.

## وصلات خارجية
- فريزير ريشاردسون على موقع قاعدة بيانات كرة القدم.إي يو (الإنجليزية)
- فريزير ريشاردسون على موقع Soccerbase.com (لاعب) (الإنجليزية)
- فريزير ريشاردسون على موقع عالم كرة القدم.نت (الإنجليزية)
- فريزير ريشاردسون على موقع AS.com (الإسبانية)